# Nizar Qabbani
Nizar Qabbani (in arabo نزار توفيق قباني‎?, Nizār Tawfīq Qabbānī; Damasco, 21 marzo 1923 – Londra, 30 aprile 1998) è stato un diplomatico, poeta e editore siriano, tuttora uno dei più importanti e più famosi poeti arabi dei tempi moderni.

## Biografia
Nizar Qabbani nacque nella capitale siriana di Damasco da una famiglia borghese di mercanti. Qabbani crebbe a Mi'thnah Al-Shahm, uno dei quartieri della Vecchia Damasco, e studiò alla National Scientific College School di Damasco tra il 1930 e il 1941. La scuola era di proprietà e gestita dall'amico di suo padre, Ahmad Munif al-Aidi. Successivamente, studiò legge presso l'Università di Damasco, chiamata Università siriana fino al 1958. Si laureò in legge nel 1945.
Mentre era ancora uno studente universitario, scrisse la sua prima raccolta di poesie intitolata "La Bruna Mi Disse", pubblicata nel 1942.Era una raccolta di versi romantici che facevano riferimento a più riprese al corpo di una donna, suscitando onde d'urto nella conservatrice società damascena. Per renderla più accettabile, Qabbani la mostrò a Munir al-Ajlani, il ministro dell'istruzione e amico di suo padre nonché leader nazionalista di spicco in Siria. Ajlani apprezzò le poesie e le sostenne scrivendo l'introduzione per il primo libro di Nizar.
Dopo essersi laureato in legge, Qabbani lavorò per il Ministero degli Esteri siriano, ricoprendo il ruolo di Console o attaché culturale in diverse capitali, tra cui Beirut, Il Cairo, Istanbul, Madrid e Londra. Nel 1959, quando fu formata la Repubblica Araba Unita (RAU), Qabbani fu nominato Vice-Segretario della RAU per le sue ambasciate in Cina. Durante questi anni scrisse abbondantemente e le sue poesie dalla Cina furono tra le sue migliori. Continuò a lavorare nella diplomazia fino a quando presentò le dimissioni nel 1966.
All'età di quindici anni, la sorella di Nizar Qabbani morì per motivi contestati. Quando gli venne chiesto se fosse un rivoluzionario, il poeta rispose: "L'amore nel mondo arabo è come un prigioniero, e voglio liberarlo. Voglio liberare l'anima, il senso e il corpo arabi con la mia poesia. Le relazioni tra uomini e donne nella nostra società non sono sane."
Nel 1981, la moglie di Nizar Qabbani, Balqees, morì in un bombardamento a Beirut, in Libano, durante la guerra civile libanese. La morte di Balqees ebbe un profondo impatto sulla psicologia e sulla poesia di Qabbani. Espresse il suo dolore in una poesia eccezionalmente commovente intitolata "Balqees". Qabbani incolpò tutti i regimi arabi per la sua morte. Inoltre, Qabbani utilizzò la morte della sua amata Balqees per simboleggiare la morte del popolo arabo nel Levante per mano dei loro governi. "Balqees: Chiedo perdono. Forse la tua vita è stata sacrificata per la mia. So bene che gli obiettivi dei tuoi assassini erano uccidere le mie parole. Mia bella, riposa in pace. Dopo di te, la poesia cesserà e la femminilità sarà fuori luogo. Generazioni di bambini gregge Continueranno a chiedere dei tuoi lunghi capelli. Generazioni di amanti leggeranno di te, la vera insegnante. Un giorno gli arabi capiranno che hanno ucciso la profetessa e i profeti."
La città di Damasco rimase la musa più potente nella sua poesia, soprattutto in "Il profumo di gelsomino di Damasco". Tuttavia, Qabbani esprimeva il suo amore per tutti i cittadini e le città arabe, dalla Mauritania all'Iraq, come un popolo connesso dalla stessa lotta e da un ricco passato. Nella seconda strofa di "Umm al-Mu'tazz" disse: "Ogni città araba è mia madre, Damasco, Beirut, Il Cairo, Baghdad, Khartoum, Casablanca, Benghazi, Tunisi, Amman, Riyadh, Kuwait, Algeri, Abu Dhabi, e le loro sorelle: Queste sono il mio albero genealogico. Tutte queste città mi hanno dato alla luce dalle loro viscere, mi hanno nutrito dal loro seno. E hanno riempito le mie tasche di uva, fichi e prugne. Tutte loro hanno scosso le loro palme datteri per me in modo che potessi mangiare. Hanno aperto i loro cieli per me come un quaderno blu in modo che potessi scrivere. Per questo motivo, non entro in una città araba senza che mi chiami, "Mio figlio". Non bussavo al cancello di una città araba senza trovare il mio letto d'infanzia che mi aspettava. Nessuna città araba sanguina senza che io sanguini con essa."
Qabbani fu un acceso oppositore dei progetti coloniali e imperialisti occidentali in Medio Oriente. Inoltre, criticò frequentemente i leader arabi per la loro corruzione, oppressione e ipocrisia, soprattutto nella sua poesia "Sultano": "O Sultano, mio padrone, se i miei vestiti sono strappati e lacerati È perché i tuoi cani con artigli sono autorizzati a strapparmi O Sultano! Perché oserei avvicinarmi alle tue pareti sorde, perché ho cercato di rivelare la mia tristezza e tribolazione, sono stato picchiato."
Nizar Qabbani aveva due sorelle, Wisal e Haifa; aveva anche tre fratelli: Mu'taz, Rashid e Sabah. Quest'ultimo, Sabah Qabbani, divenne il più famoso dopo Nizar, diventando direttore della radio e della televisione siriana nel 1960 e ambasciatore della Siria negli Stati Uniti negli anni '80.
Il padre di Nizar Qabbani, Tawfiq Qabbani, era siriano, mentre sua madre era di origine turca. Suo padre aveva una fabbrica di cioccolato; aiutava anche a sostenere i combattenti che resistevano al Mandato francese per la Siria e il Libano ed era stato imprigionato molte volte per le sue opinioni, influenzando notevolmente l'educazione di Nizar verso una visione rivoluzionaria. Il nonno di Qabbani, Abu Khalil Qabbani, fu uno dei principali innovatori della letteratura drammatica araba.
Il cognome, Qabbani, indica il mestiere di cappellaio.
Nizar Qabbani si è sposato due volte nella sua vita. La sua prima moglie era sua cugina Zahra Aqbiq; insieme ebbero una figlia, Hadba, e un figlio, Tawfiq. Tawfiq morì a causa di un attacco di cuore all'età di 22 anni, quando si trovava a Londra. Qabbani gli dedicò una toccante poesia intitolata "Al leggendario damasceno, principe Tawfiq Qabbani". Zahra Aqbiq morì nel 2007. Sua figlia Hadba, nata nel 1947, si è sposata due volte e ha vissuto a Londra fino alla sua morte nell'aprile 2009.
Il secondo matrimonio di Qabbani fu con una donna irachena di nome Balqis al-Rawi, un'insegnante che incontrò durante una recita di poesie a Baghdad; Balqis fu uccisa nell'attentato all'ambasciata irachena di Beirut nel dicembre 1981, durante la guerra civile libanese. Insieme ebbero un figlio, Omar, e una figlia, Zainab. Dopo la morte di Balqis, Qabbani non si sposò più.

Dopo la morte di Balqis, Qabbani lasciò Beirut. Si spostò tra Ginevra e Parigi, stabilendosi infine a Londra, dove trascorse gli ultimi 15 anni della sua vita. In esilio, Qabbani continuò a scrivere poesie, suscitando controversie e discussioni. Poesie significative e controverse di questo periodo della sua vita includono "Quando annunceranno la morte degli arabi?" e "I Corridori". All'età di 75 anni, Nizar Qabbani morì a Londra il 30 aprile 1998 a causa di un attacco di cuore. Nel suo testamento, scritto nel letto d'ospedale a Londra, Nizar Qabbani scrisse che desiderava essere sepolto a Damasco, che descrisse nel suo testamento come "il grembo che mi ha insegnato la poesia, mi ha insegnato la creatività e mi ha concesso l'alfabeto del gelsomino." Il grande poeta arabo fu pianto dagli arabi di tutto il mondo, con le trasmissioni internazionali che evidenziarono la sua illustre carriera letteraria.

## Opere
In italiano
- N. Qabbani, Tu… Tu; Guerra o pace; Sifilide; Brace; Bagnante; Seni crocefissi, in Calchi di poesia araba contemporanea, a cura di F. Cabasi, Arnoldo Mondadori Editore, Milano 1962, pp. 79–90.
- G. Canova, Nizār Qabbānī: poesie d'amore e di lotta, Istituto per l'Oriente, Roma 1972.
- G. Canova, Nizār Qabbānī: la mia storia con la poesia, Istituto per l'Oriente, Roma 1974.
- N. Qabbani, Poesie, a cura di G. Canova, M.A. De Luca, P. Minganti, A. Pellitteri, Istituto per l'Oriente, Roma 1976.
- H. Slama, Nizar Qabbani tra amore e rivolta: prolegomeni per un'analisi strutturale (1944-1973), Centro culturale Al Farabi, Palermo 1994.
- N. Qabbani, Il fiammifero è in mano mia e le vostre piccole nazioni sono di carta e altri versi, a cura di V. Colombo, San Marco dei Giustiniani, Genova 2001.
- N. Qabbani, Il libro dell'amore, traduzione di M. Avino, in Antologia della letteratura araba contemporanea. Dalla nahda a oggi, a cura di M. Avino, I. Camera d’Afflitto, A. Salem, Carocci, Roma 2015, pp. 116–117.
- N. Qabbani, Le mie poesie più belle, traduzione dall'arabo a cura di N. Salameh e S. Moresi, postfazione di P. Caridi, Jouvence, Milano 2016.